# Presbyterně-synodní zřízení
Presbyterně-synodní zřízení je model řízení a správy církve, který je uplatněn zejména v mnoha protestantských církvích. Je založen na tom, že v čele sboru či jinak nazvané místní obce stojí volený kolektivní orgán (presbyterstvo). Sbory se sdružují do vyšších celků, které jsou opět řízeny kolektivními orgány, které jsou obsazovány delegáty ze sborů. Nejvyšší orgán církve se nazývá synod. V presbyterně-synodním zřízení je tak kombinován princip volby a princip delegace. Zřízení vychází z předpokladu, že potřebnou kvalifikaci k vedení každé jednotky církve nemá jedinec, ale sbor zástupců či delegátů.
Presbyterně-synodní zřízení je v ČR uplatněno např. v Českobratrské církvi evangelické či ve Slezské církvi evangelické augsburského vyznání.